# Prince Lasha

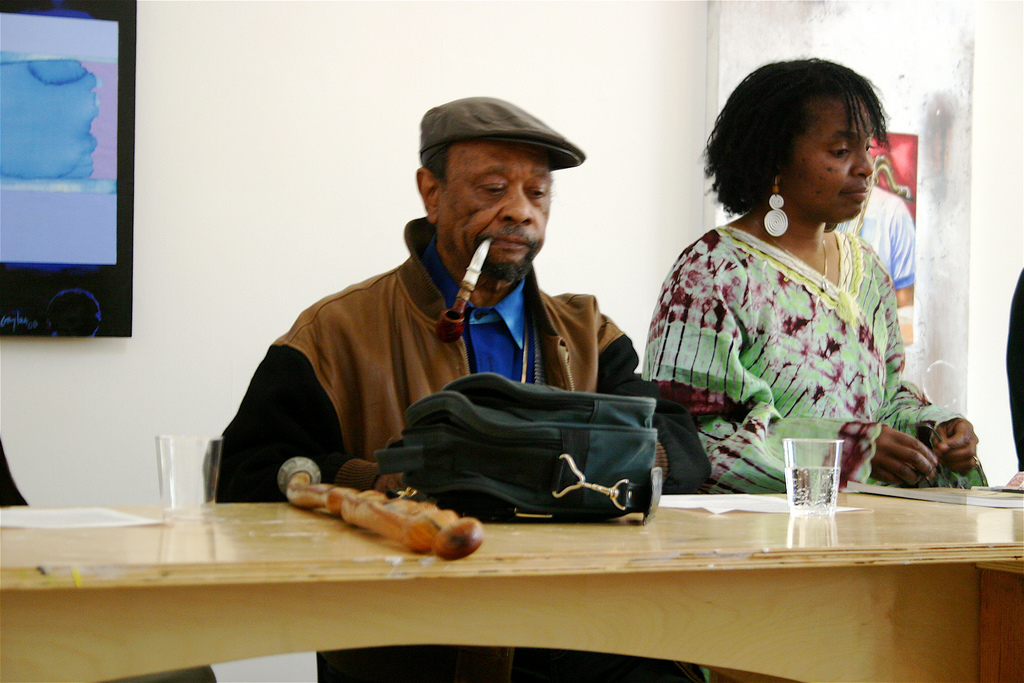
Prince Lasha & Wanda Sabir (2008)

Prince Lasha (als William B. Lawsha; * 10. September 1929 in Fort Worth, Texas; † 12. Dezember 2008 in Oakland, Kalifornien) war ein US-amerikanischer Musiker (Altsaxophon, Flöte) des Avantgarde-Jazz.
Ornette Coleman gehörte zu den ersten Partnern von Lasha; sie kannten sich bereits aus der Schule. Später spielte er mit Harold Land. Er zog nach Oakland, wo er Sonny Simmons traf, mit dem er nach New York City ging und auch auf einer Platte von Eric Dolphy (Conversations bzw. Musical Prophet: The Expanded 1963 New York Studio Sessions) zu hören ist. Simmons und er leiteten gemeinsam die Band „Firebirds“, die auch mit Bobby Hutcherson und Charles Moffett senior auf Platte dokumentiert ist. Ab 1965 lebte Lasha für zwei Jahre in Europa, wo er auch mit Steve Lacy, Paul Bley, Attila Zoller, Gary Peacock und Barry Altschul spielte. In den 1970er Jahren nahm er mit dem Sextett von Elvin Jones und Jimmy Garrison auf. Er arbeitete auch mit John Carter, King Curtis und Dewey Redman.

## Diskografie
- 1962: The Cry! (mit Sonny Simmons) – Contemporary Records S 7610
- 1965: Inside Story – Enja 3073
- 1966: Insight – CBS BPG 62409
- 1967: Firebirds – Contemporary Records S 7617
- 1974: Firebirds, Live At The Berkeley Jazz Festival vol. 1 – Birdseye Records 99001
- 1974: Firebirds, Live At The Berkeley Jazz Festival vol. 2 – Birdseye Records 99002
- 1974: Firebirds, Live At Monterey – Birdseye Records 99003
- 1982: Search For Tomorrow – Enja 4008
- 1983: And Now Music – Daagnim Records 009
- 2005: The Mystery of Prince Lasha mit dem Odean Pope Trio – CIMP